# Heligmonevra incisuralis
Heligmonevra incisuralis là một loài ruồi trong họ Asilidae. Heligmonevra incisuralis được Joseph & Parui miêu tả năm 1986. Loài này phân bố ở miền Ấn Độ - Mã Lai.